# DB-Baureihe ET 174
Die Baureihe ET 174 der Deutschen Bundesbahn bezeichnete Gepäcktriebwagen der S-Bahn Hamburg.
Ab 1939 wurde die Stromversorgung der Hamburger S-Bahn von Wechselstrom-Fahrleitungen auf Gleichstrom-Stromschienen umgestellt. Zunächst wurden die älteren Triebwagen DR 1589a/b bis 1645a/b parallel zu den neuen Gleichstromtriebwagen eingesetzt, bis im Jahr 1955 der Wechselstrombetrieb endgültig eingestellt wurde. Mit diesem Zeitpunkt übernahmen die neuen ET 171 den gesamten Zugverkehr, die Wechselstromtriebwagen wurden abgestellt.
Zwei Triebwagen mit den Nummern elT 1642a/b und elT 1643a/b wurden 1954 und 1958 zu Gepäcktriebwagen umgebaut. Neben dem Ausbau der Sitze und Umbau des Fahrgastraumes zu einem Gepäckraum mit großen Schiebetüren in den Seitenwänden musste hierbei die gesamte elektrische Anlage umgebaut werden, insbesondere die Stromaufnahme von auf dem Dach aufgebauten Stromabnehmern für die Wechselstromfahrleitung zu solchen, die seitlich am Boden des Fahrzeugs die Gleichstrom-Stromschiene bestrichen. Hierbei griff die DB auf Bauteile aus der gerade laufenden Fertigung einer dritten Serie ET 171 zurück. Als Gepäcktriebwagen wurden die Fahrzeuge mit einer Scharfenbergkupplung eingesetzt, die ein Teil der Altbautriebwagen bereits vor dem Krieg erhalten hatte.
Die beiden Triebwagen wurden als ET/ES 174 001 und 002 bezeichnet und im Stückgutverkehr auf dem Hamburger S-Bahn-Netz eingesetzt. Schon im Jahr 1967 wurden die beiden Fahrzeuge ausgemustert und bald darauf verschrottet.